# Karma (cântec de Alicia Keys)
Karma este cel de-al patrulea și ultimul single disc single extras de pe albumul The Diary of Alicia Keys, al cântăreței de origine americană, Alicia Keys. A fost lansat pe data de 12 august 2004. Deși a beneficiat de promovare adiacentă lansării, cântecul a evoluat mediocru în clasamentele de specialitate. În schimb, această melodie a dobândit popularitate în rândul fanilor, care au primit cu brațele deschise cele câteva remixuri făcute de către diferiți DJ. Din cauza difuzării intensive la radio și televiziune melodia a câltigat poziții importante în topurile din S.U.A. "Karma" a menținut albumul The Diary of Alicia în clasamentele de specialitate, acest albun devenind unul dintre cele mai cumpărate produse la trecerea dintre anii 2004 și 2005.

## Videoclip
Videoclipul filmat in august 2004. pentru acest single a fost regizat de către Chris Robinson, iar Keys însăși a participat la producerea sa. Acesta a fost filmat parțial în New York într-o stație de metrou. Aceste imagini sunt împletite cu alte cadre filmate în Republica Dominicană, într-un amfiteatru  unde artista cântă la un pian compet roz. Acest instrument devine un simbol de bază al videoclipurilor lui Keys. Pentru acest clip, Alicia a câștigat un premiu în cadrul MTV Video Music Award, la categoria "Cel mai bun videoclip R&B".